# Nicarao
Nicarao ist der Name eines Indianerhäuptlings in Mittelamerika, der zur Zeit der spanischen Konquistadoren im heutigen Nicaragua lebte. Er soll eine Tochter namens Xochiltnahual gehabt haben, berichtet der nicaraguanische Schriftsteller Carlos Alberto Ampié Loría in seiner Geschichte „Die Legende von der Fischprinzessin“ in seinem Buch „Nicaraguanische Legenden und Volkserzählungen“. Nach Meinungen mancher Historiker war Nicarao jedoch nur eine Legende.
Eine Theorie besagt, dass Nicarao der Namensgeber für Nicaragua ist, nach einer anderen Theorie leitet sich der Name aus dem Nahuatl ab (nican = „hier“, aráhuac = „Menschen“).
Nicarao war Anführer der Nicarao, einer ethnischen Gruppe, die im heutigen Rivas, am Nicaraguasee angesiedelt war. 1522/23 wurde dieses Gebiet von spanischen Truppen erobert. Die Urbevölkerung wurde durch Krieg und eingeschleppte Krankheiten sowie Versklavung und Verschleppung nach Panama und Peru dezimiert.
In Nicaragua gab es viele verschiedene Ethnien, die von verschiedenen indigenen Völkern stammen. Viele von ihnen sprachen Nahuatl (je nach Dialekt auch Nahual, Nahuat, Nawat oder Nahua). Nahuatl war auch die Sprache der Azteken.